# Флаг Филиппин

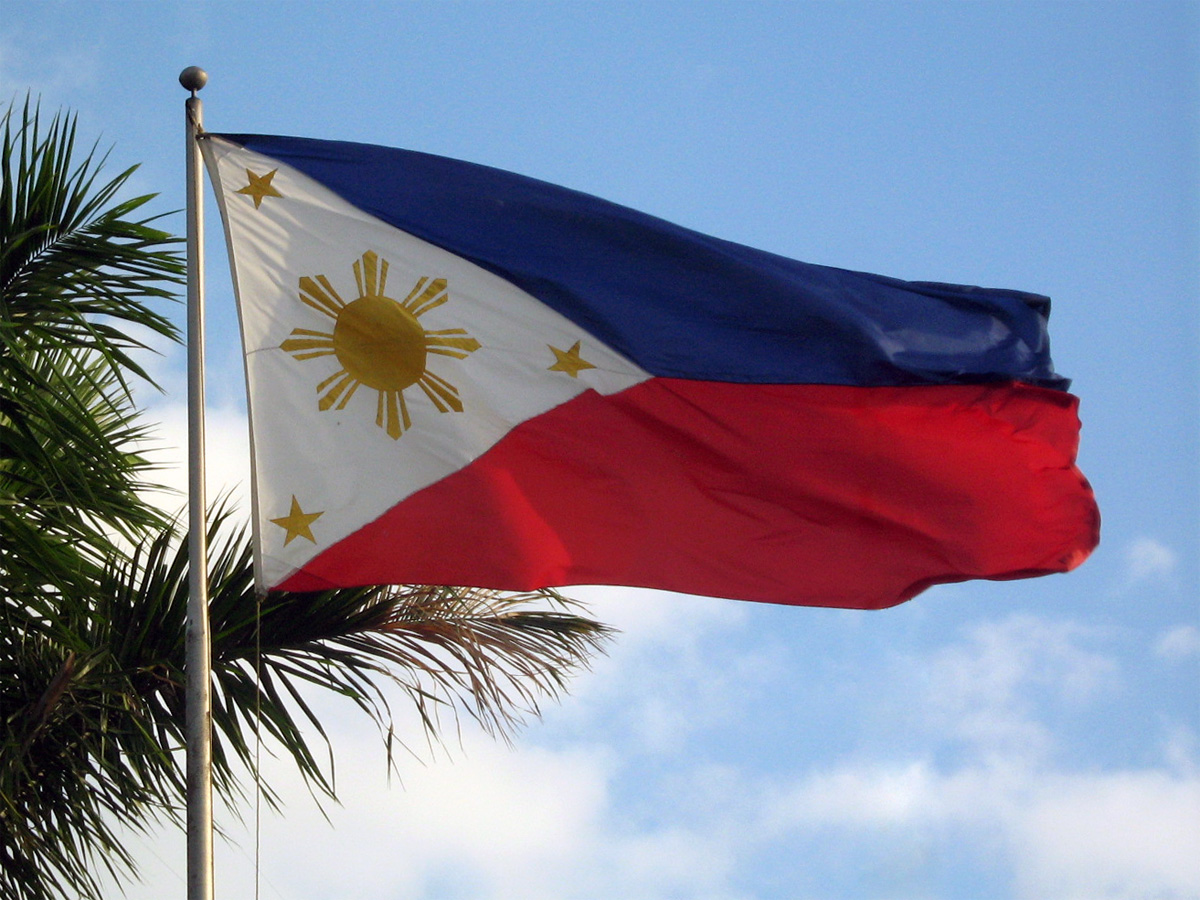
Флаг Филиппин

Флаг Филиппин (филипп. Pambansang Watawat ng Pilipinas) — официальный государственный символ (наряду с гербом и гимном) Республики Филиппины.
Флаг представляет собой горизонтальный биколор из двух равновеликих горизонтальных полос синего и алого цветов и равностороннего треугольника белого цвета, расположенного у флагштока. В центр треугольника помещено золотое изображение солнца с восемью лучами, символизирующими провинции Филиппин, которые первыми поднялись на борьбу с Испанией.
Звезды представляют три островных группы, составляющих Филиппины: Лусон, Висайские острова, Минданао. Белый треугольник — символ мира и чистоты, синий и красный — патриотизма и мужества. Этот флаг — единственный в мире, на котором цвета меняются местами: в военное время верхняя полоса — красная, нижняя — синяя.
Флаг принят 12 июня 1898 года.